# Cupola quadrata giroelongata
In geometria solida, la cupola quadrata giroelongata è un poliedro di 26 facce appartenente alla famiglia delle cupole giroelongate che può essere costruito, come intuibile dal suo nome, "giroallungando" una cupola quadrata attraverso l'aggiunta di un antiprisma ottagonale alla sua base.

## Caratteristiche
Come detto, questo solido fa parte della famiglia delle cupole giroelongate e la sua base maggiore, in questo caso un ottagono, ha quindi il doppio dei lati della sua base minore, in questo caso un quadrato; nel caso in cui tutte le sue facce siano poligoni regolari, la cupola quadrata giroelongata diventa uno dei 92 solidi di Johnson, in particolare quello indicato come J23, ossia un poliedro strettamente convesso avente come facce dei poligoni regolari ma comunque non appartenente alla famiglia dei poliedri uniformi.

## Formule
Considerando una cupola quadrata giroelongata avente come facce dei poligoni regolari aventi lato di lunghezza {\displaystyle a}, le formule per il calcolo del volume {\displaystyle V} e della superficie {\displaystyle A} risultano essere:
{\displaystyle V=\left(1+{\frac {2{\sqrt {2}}}{3}}\left(1+{\sqrt {2+{\sqrt {2}}+{\sqrt {146+103{\sqrt {2}}}}}}\right)\right)a^{3}\approx 6,2107658\ldots a^{3};}
{\displaystyle A=\left(7+2{\sqrt {2}}+5{\sqrt {3}}\right)a^{2}\approx 18,4886812\ldots a^{2}.}

## Poliedro duale
Il poliedro duale della cupola quadrata giroelongata è un poliedro avente un totale di 20 facce: 8 forma di aquilone, 4 a forma di rombo e 8 a forma di pentagono.
| Poliedro duale | Sviluppo piano del duale |
| -------------- | ------------------------ |
|                |                          |